# Інґа Ерікссон Фоґ
Інга Шарлотта Ерікссон Фог (1950 р.) — шведський економіст і дипломат, перша жінка посол Швеції в Польщі .
У 1973 році закінчила навчання в Університеті Уппсали, а в 1976 році — в Університеті економіки в Стокгольмі. Вона почала свою дипломатичну кар'єру в 1977 році, коли працювала другим секретарем у Департаменті Міністерства закордонних справ Швеції. Пізніше вона перебувала на роботі в м.ін. Буенос-Айрес (1978—1980), Варшава (1980—1982) і Нью-Йорк (1982—1986).
У 1997 році вона була призначена Послом Швеції в Таїланді, Камбоджі, Лаосі та Бірмі/Республіці М'янма (1997—1999). Пізніше вона очолювала дипломатичну місію в Індії, Бутані, Мальдівах, Непалі та Шрі-Ланці (2004—2006) і в Данії (2010—2015). У 2015 році, як перша жінка в історії, вона зайняла посаду посла Швеції в Польщі (працювала до серпня 2017 року).
Крім того, у 1999—2001 роках вона була директором Шведського координаційного бюро в Раді Європейського Союзу, а в 2006—2010 роках вона була генеральним директором зовнішньополітичної служби в Міністерстві закордонних справ Швеції.